# Německá demokratická republika na Letních olympijských hrách 1976
Německá demokratická republika na Letních olympijských hrách 1976 v kanadském Montréalu byla reprezentovaná výpravou 267 sportovců (154 mužů a 113 žen) v 17 sportech.

## Medailisté
| Medaile | Jméno | Sport                | Disciplína                          |
| ------- | --- | -------------------- | ----------------------------------- |
| Zlato   | Waldemar Cierpinski | Atletika             | Muži maratonský běh                 |
| Zlato   | Udo Beyer | Atletika             | Muži vrh kouli                      |
| Zlato   | Bärbel Eckertová | Atletika             | Ženy běh na 200 m                   |
| Zlato   | Johanna Schallerová | Atletika             | Ženy 100 m překážek                 |
| Zlato   | Marlies Oelsnerová Renate Stecherová Carla Bodendorfová Bärbel Eckertová | Atletika             | Ženy štafeta 4 × 100 m              |
| Zlato   | Doris Maletzki Brigitte Rohde Ellen Streidtová Christina Brehmerová | Atletika             | Ženy štafeta 4 × 400 m              |
| Zlato   | Angela Voigtová | Atletika             | Ženy skok daleký                    |
| Zlato   | Rosemarie Ackermannová | Atletika             | Ženy skok vysoký                    |
| Zlato   | Evelin Schlaaková | Atletika             | Ženy hod diskem                     |
| Zlato   | Ruth Fuchsová | Atletika             | Ženy hod oštěpem                    |
| Zlato   | Siegrun Sieglová | Atletika             | Ženy pětiboj                        |
| Zlato   | Jochen Bachfeld | Box                  | Muži −67 kg                         |
| Zlato   | Rüdiger Helm | Kanoistika           | Muži K-1 1000 m                     |
| Zlato   | Joachim Mattern Bernd Olbricht | Kanoistika           | Muži K-2 500 m                      |
| Zlato   | Carola Zirzow | Kanoistika           | Ženy K-1 500 m                      |
| Zlato   | Klaus-Jürgen Grünke | Cyklistika           | Muži 1 000 m s pevným startem       |
| Zlato   | Hans-Ulrich Grapenthin Wilfried Gröbner Jürgen Croy Gerd Weber Hans-Jürgen Dörner Konrad Weise Lothar Kurbjuweit Reinhard Lauck Gert Heidler Reinhard Häfner Hans-Jürgen Riediger Bernd Bransch Martin Hoffmann Gerd Kische Wolfram Löwe Hartmut Schade Dieter Riedel | Fotbal               | Turnaj mužů                         |
| Zlato   | Wolfgang Güldenpfennig Rüdiger Reiche Karl-Heinz Bußert Michael Wolfgramm | Veslování            | Muži párová čtyřka                  |
| Zlato   | Jörg Landvoigt Bernd Landvoigt | Veslování            | Muži dvojka bez kormidelníka        |
| Zlato   | Harald Jährling Friedrich-Wilhelm Ulrich Georg Spohr | Veslování            | Muži dvojka s kormidelníkem         |
| Zlato   | Siegfried Brietzke Andreas Decker Stefan Semmler Wolfgang Mager | Veslování            | Muži čtyřka bez kormidelníka        |
| Zlato   | Bernd Baumgart Gottfried Döhn Werner Klatt Hans-Joachim Lück Dieter Wendisch Roland Kostulski Ulrich Karnatz Karl-Heinz Prudöhl Karl-Heinz Danielowski | Veslování            | Muži osmiveslice                    |
| Zlato   | Christine Scheiblichová | Veslování            | Ženy skif                           |
| Zlato   | Anke Borchmannová Jutta Lauová Viola Poleyová Roswietha Zobeltová Liane Weigeltová | Veslování            | Ženy párová čtyřka                  |
| Zlato   | Karin Metze Bianka Schwede Gabriele Lohs Andrea Kurth Sabine Heß | Veslování            | Ženy čtyřka s kormidelníkem         |
| Zlato   | Viola Goretzki Christiane Knetsch Ilona Richter Brigitte Ahrenholz Monika Kallies Henrietta Ebert Helma Lehmann Irina Müller Marina Wilke | Veslování            | Ženy osmiveslice                    |
| Zlato   | Jochen Schümann | Jachting             | Muži třída Finn                     |
| Zlato   | Uwe Potteck | Sportovní střelba    | Muži 50 metrů libovolná pistole     |
| Zlato   | Norbert Klaar | Sportovní střelba    | Muži 25 metrů rychlopalná pistole   |
| Zlato   | Kornelia Enderová | Plavání              | Ženy 100 m volný způsob             |
| Zlato   | Kornelia Enderová | Plavání              | Ženy 200 m volný způsob             |
| Zlato   | Petra Thümer | Plavání              | Ženy 400 m volný způsob             |
| Zlato   | Petra Thümer | Plavání              | Ženy 800 m volný způsob             |
| Zlato   | Ulrike Richter | Plavání              | Ženy 100 m znak                     |
| Zlato   | Ulrike Richter | Plavání              | Ženy 200 m znak                     |
| Zlato   | Hannelore Anke | Plavání              | Ženy 100 m prsa                     |
| Zlato   | Kornelia Enderová | Plavání              | Ženy 100 m motýlek                  |
| Zlato   | Andrea Pollack | Plavání              | Ženy 200 m motýlek                  |
| Zlato   | Ulrike Tauberová | Plavání              | Ženy 400 m polohový závod           |
| Zlato   | Ulrike Richter Hannelore Anke Kornelia Enderová Andrea Pollack | Plavání              | Ženy štafeta 4 × 100 m volný způsob |
| Stříbro | Manfred Kokot Jörg Pfeifer Klaus-Dieter Kurrat Alexander Thieme | Atletika             | Muži štafeta 4 × 100 m              |
| Stříbro | Hans Reimann | Atletika             | Muži chůze 20 km                    |
| Stříbro | Wolfgang Schmidt | Atletika             | Muži hod diskem                     |
| Stříbro | Renate Stecherová | Atletika             | Ženy běh na 100 m                   |
| Stříbro | Christina Brehmerová | Atletika             | Ženy běh na 400 m                   |
| Stříbro | Gunhild Hoffmeisterová | Atletika             | Ženy běh na 1500 m                  |
| Stříbro | Christine Laserová | Atletika             | Ženy pětiboj                        |
| Stříbro | Richard Nowakowski | Box                  | Muži −57 kg                         |
| Stříbro | Christa Köhler | Skoky do vody        | Ženy prkno 3 m                      |
| Stříbro | Carola Dombeck | Sportovní gymnastika | Ženy přeskok                        |
| Stříbro | Gabriele Badorek Hannelore Burosch Roswitha Krause Waltraud Kretzschmar Evelyn Matz Liane Michaelis Eva Paskuy Kristina Richter Christina Rost Silvia Siefert Marion Tietz Petra Uhlig Christina Voß Hannelore Zober                                                  | Házená               | Turnaj žen                          |
| Stříbro | Sabine Jahnová Petra Boeslerová | Veslování            | Ženy dvojskif                       |
| Stříbro | Angelika Noack Sabine Dähne | Veslování            | Ženy dvojka bez kormidelníka        |
| Stříbro | Harald Vollmar | Sportovní střelba    | Muži 50 metrů libovolná pistole     |
| Stříbro | Jürgen Wiefel | Sportovní střelba    | Muži 25 metrů rychlopalná pistole   |
| Stříbro | Petra Priemer | Plavání              | Ženy 100 m volný způsob             |
| Stříbro | Birgit Treiber | Plavání              | Ženy 100 m znak                     |
| Stříbro | Birgit Treiber | Plavání              | Ženy 200 m znak                     |
| Stříbro | Andrea Pollack | Plavání              | Ženy 100 m motýlek                  |
| Stříbro | Ulrike Tauberová | Plavání              | Ženy 200 m motýlek                  |
| Stříbro | Petra Priemer Kornelia Enderová Claudia Hempel Andrea Pollack | Plavání              | Ženy štafeta 4 × 100 m volný způsob |
| Stříbro | Gerd Bonk | Vzpírání             | Muži nad 110 kg                     |
| Stříbro | Hans-Dieter Brüchert | Zápas                | muži, volný styl do 57 kg           |
| Bronz   | Frank Baumgartl | Atletika             | Muži běh na 3000 m překážek         |
| Bronz   | Peter Frenkel | Atletika             | Muži chůze 20 km                    |
| Bronz   | Frank Wartenberg | Atletika             | Muži skok daleký                    |
| Bronz   | Renate Stecherová | Atletika             | Ženy běh na 200 m                   |
| Bronz   | Ellen Streidtová | Atletika             | Ženy běh na 400 m                   |
| Bronz   | Elfi Zinnová | Atletika             | Ženy běh na 800 m                   |
| Bronz   | Ulrike Klapezynskiová | Atletika             | Ženy běh na 1 500 m                 |
| Bronz   | Gabriele Hinzmannová | Atletika             | Ženy hod diskem                     |
| Bronz   | Burglinde Pollaková | Atletika             | Ženy pětiboj                        |
| Bronz   | Rüdiger Helm | Kanoistika           | Muži K-1 500 m                      |
| Bronz   | Frank-Peter Bischof Bernd Duvigneau Rüdiger Helm Jürgen Lehnert | Kanoistika           | Muži K-4 1000 m                     |
| Bronz   | Carola Zirzow Bärbel Köster | Kanoistika           | Ženy K-2 500 m                      |
| Bronz   | Jürgen Geschke | Cyklistika           | Muži sprint                         |
| Bronz   | Thomas Huschke | Cyklistika           | Muži stíhací závod (jednotlivci)    |
| Bronz   | Roland Bruckerner Rainer Hanschke Bernd Jager Wolfgang Klotz Lutz Mack Michael Nikolay | Sportovní gymnastika | Družstvo mužů                       |
| Bronz   | Michael Nikolay | Sportovní gymnastika | Muži kůň našíř                      |
| Bronz   | Carola Dombeck Gitta Escher Kerstin Gerschau Angelika Hellmann Marion Kische Steffi Kraker | Sportovní gymnastika | Družstvo žen                        |
| Bronz   | Joachim Dreifke | Veslování            | Muži skif                           |
| Bronz   | Hans-Ulrich Schmied Jürgen Bertow | Veslování            | Muži dvojskif                       |
| Bronz   | Dieter Below Michael Zachries Olaf Engelhardt | Jachting             | Muži třída Soling                   |
| Bronz   | Roland Matthes | Plavání              | Muži 100 m znak                     |
| Bronz   | Rosemarie Gabriel | Plavání              | Ženy 200 m motýlek                  |
| Bronz   | Peter Wenzel | Vzpírání             | Muži do 75 kg                       |
| Bronz   | Helmut Losch | Vzpírání             | Muži nad 110 kg                     |
| Bronz   | Heinz-Helmut Wehling | Zápas                | muži, řecko-římský do 68 kg         |